# Secret Service (Band)
Secret Service ist eine schwedische Popmusik-Band, die ihre größten Erfolge zwischen 1979 und 1982 hatte. In dieser Zeit platzierten sich sieben Singles in den europäischen Charts, darunter die bekanntesten Lieder der Gruppe Oh Susie, Ten O’Clock Postman und Ye-si-ca. Vier Jahre später gelang mit When the Night Closes In ein letzter Single-Hit in Deutschland.

## Bandgeschichte
1979 tat sich Ola Håkansson, früherer Sänger von Ola & the Janglers (einer Gruppe, die in den 1960er und 1970er Jahren in Schweden sehr erfolgreich war), mit Ulf Wahlberg und Tim Norell zur Gruppe „Ola + 3“ zusammen, um einige Lieder für das Melodifestivalen zu schreiben. Mit dem von Wahlberg geschriebenen Titel Det känns som jag vandrar fram belegten sie beim Melodifestivalen 1979 zwar nur Platz 3, beschlossen aber eine weitere Zusammenarbeit. Der Bandname wurde jedoch in „Secret Service“ geändert.
Bereits die erste im Herbst 1979 veröffentlichte Single Oh Susie war ein Hit in ganz Europa und Südamerika. Den Text schrieb Håkansson, die Musik stammte von Norell.
Obwohl Norell zusammen mit Håkansson den größten Teil der Songs schrieb, war er allerdings nie offiziell Mitglied der Gruppe. Håkansson nannte sich als Autor dabei Björn Hakanson, später auch Oson. Nächster großer Hit in Europa war Ten O’Clock Postman im Sommer 1980, gefolgt von Ye-si-ca und L. A. Goodbye im Frühjahr 1981.
Letzte europaweite Hits waren 1982 Flash in the Night und Cry Softly. Andere bekannte Songs der Gruppe waren Let Us Dance Just a Little Bit More und Dancing in Madness. Mit When the Night Closes In war die Formation im Frühjahr 1986 ein letztes Mal in den deutschen Charts vertreten.
Für die letzte, 1987 erschienene LP Aux deux magots wurden Tonny Lindberg, Leif Paulsen und Leif Johannson durch Anders Hansson (Keyboard, Gitarre, Perkussion) und Mats A. Lindberg (Bass) ersetzt.
2000 erschien in Schweden die CD Top Secret, für die sich Norell, Wahlberg und Håkansson nochmals zusammenfanden und mit Bring Heaven Down, Destiny of Love und The Sound of the Rain drei neue Songs veröffentlicht wurden.
Im Jahr 2006 begann Secret Service wieder live aufzutreten.
2012 erschien die CD The Lost Box. Sie enthält zehn vorher unveröffentlichte Songs sowie das bereits 2006 erschienene Different. Die Songs hatte Tim Norell 2007 beim Aufräumen in einer Kiste gefunden.

## Besetzung

### Gründungsmitglieder (1979–1986)
- Ola Håkansson (* 24. März 1945 in Stockholm), Sänger, Komponist
- Ulf Wahlberg (* 11. April 1951 in Stockholm), Keyboarder, Gitarrist
- Tonny Lindberg (* 5. Dezember 1944 in Stockholm), verstorben 16. Juni 2019, Gitarrist
- Leif Paulsén (* 2. August 1945 in Stockholm), Bassist
- Leif Johansson (* 25. Mai 1945 in Loos), Schlagzeuger

### Mitglieder (1987–1988)
- Ola Håkansson (* 24. März 1945 in Stockholm), Sänger, Komponist
- Ulf Wahlberg (* 11. April 1951 in Stockholm), Keyboarder, Gitarrist
- Anders Hansson (* 20. August 1962), Bassist, Schlagzeuger
- Mats A. Lindberg, Bassist

### Mitglieder (seit 2006)
- Tim Norell (* 25. Oktober 1955 in Älvsjö), Keyboarder, Songwriter (verstorben am 16. Dezember 2023)
- John Becker (* 27. März 1971 in Helsinki), Sänger, Gitarrist (seit 2018)
- Mikael Erlandsson (* 1963), Sänger, Gitarrist (bis 2018)
- Jamie Borger (* 28. Mai 1964 in Avesta), Schlagzeuger, Bassist
- Anders Hansson (* 20. August 1962), Bassist, Schlagzeuger
- Ulf Wahlberg (* 11. April 1951 in Stockholm), Keyboarder, Gitarrist
- Mats A. Lindberg, Bassist
- Jan Perning, Schlagzeuger[2]

## Diskografie

### Alben
| Jahr | Titel                    | Höchstplatzierung, Gesamtwochen, AuszeichnungChartplatzierungen (Jahr, Titel, Platzierungen, Wochen, Auszeichnungen, Anmerkungen) | Höchstplatzierung, Gesamtwochen, AuszeichnungChartplatzierungen (Jahr, Titel, Platzierungen, Wochen, Auszeichnungen, Anmerkungen) | Höchstplatzierung, Gesamtwochen, AuszeichnungChartplatzierungen (Jahr, Titel, Platzierungen, Wochen, Auszeichnungen, Anmerkungen) | Höchstplatzierung, Gesamtwochen, AuszeichnungChartplatzierungen (Jahr, Titel, Platzierungen, Wochen, Auszeichnungen, Anmerkungen) | Anmerkungen                                                                                |
| Jahr | Titel                    | DE | AT | CH | SE | Anmerkungen                                                                                |
| ---- | ------------------------ | --- | --- | --- | --- | ------------------------------------------------------------------------------------------ |
| 1979 | Oh Susie                 | — | — | — | SE7 Gold · (9 Wo.)SE | Aufnahme: OAL Studio Sollentuna, 1979 Produzenten: Secret Service                          |
| 1981 | Ye-Si-Ca                 | DE56 (5 Wo.)DE | — | — | SE20 Gold · (4 Wo.)SE | Aufnahme: OAL Studio Sollentuna, 1980 Produzenten: Secret Service                          |
| 1982 | Cutting Corners          | — | — | — | SE9 (7 Wo.)SE | Aufnahme: Park Studio und Europa Studios Stockholm Produzenten: Secret Service             |
| 1984 | Jupiter Sign             | — | — | — | SE25 (4 Wo.)SE | Aufnahme: Park Studio Stockholm, 1983 Produzenten: Ola Håkansson, Tim Norell, Ulf Wahlberg |
| 1986 | When the Night Closes In | — | — | — | SE37 (2 Wo.)SE | Aufnahme: Park Studio Stockholm, 1985 Produzenten: Secret Service                          |
| 1987 | Aux deux magots          | — | — | — | SE46 (3 Wo.)SE | Produzenten: Secret Service                                                                |
| 2013 | The Lost Box             | — | — | — | SE60 (1 Wo.)SE | Aufnahme: XTC Studios Stockholm Produzenten: Ola Håkansson, Tim Norell, Ulf Wahlberg       |

grau schraffiert: keine Chartdaten aus diesem Jahr verfügbar

### Kompilationen
| Jahr | Titel                        | Höchstplatzierung, Gesamtwochen, AuszeichnungChartplatzierungen (Jahr, Titel, Platzierungen, Wochen, Auszeichnungen, Anmerkungen) | Höchstplatzierung, Gesamtwochen, AuszeichnungChartplatzierungen (Jahr, Titel, Platzierungen, Wochen, Auszeichnungen, Anmerkungen) | Höchstplatzierung, Gesamtwochen, AuszeichnungChartplatzierungen (Jahr, Titel, Platzierungen, Wochen, Auszeichnungen, Anmerkungen) | Höchstplatzierung, Gesamtwochen, AuszeichnungChartplatzierungen (Jahr, Titel, Platzierungen, Wochen, Auszeichnungen, Anmerkungen) | Anmerkungen |
| Jahr | Titel                        | DE | AT | CH | SE | Anmerkungen |
| ---- | ---------------------------- | --- | --- | --- | --- | ----------- |
| 1982 | Greatest Hits                | — | — | — | SE14 (7 Wo.)SE |             |
| 2000 | Top Secret* (*Greatest Hits) | — | — | — | SE49 (2 Wo.)SE |             |

grau schraffiert: keine Chartdaten aus diesem Jahr verfügbar
Weitere Kompilationen
- 1984: Sonets Guldskiveartister
- 1987: Greatest Hits
- 1987: Collection (2 LPs)
- 1988: Spotlight
- 1998: The Very Best Of
- 2002: En Popklassiker

### Singles
| Jahr | Titel Album                                   | Höchstplatzierung, Gesamtwochen, AuszeichnungChartplatzierungen (Jahr, Titel, Album, Platzierungen, Wochen, Auszeichnungen, Anmerkungen) | Höchstplatzierung, Gesamtwochen, AuszeichnungChartplatzierungen (Jahr, Titel, Album, Platzierungen, Wochen, Auszeichnungen, Anmerkungen) | Höchstplatzierung, Gesamtwochen, AuszeichnungChartplatzierungen (Jahr, Titel, Album, Platzierungen, Wochen, Auszeichnungen, Anmerkungen) | Höchstplatzierung, Gesamtwochen, AuszeichnungChartplatzierungen (Jahr, Titel, Album, Platzierungen, Wochen, Auszeichnungen, Anmerkungen) | Anmerkungen                         |
| Jahr | Titel Album                                   | DE | AT | CH | SE | Anmerkungen                         |
| ---- | --------------------------------------------- | --- | --- | --- | --- | ----------------------------------- |
| 1979 | Oh! Susie Oh Susie                            | DE9 (35 Wo.)DE | — | — | SE1 (13 Wo.)SE | Autoren: Ola Håkansson, Tim Norell  |
| 1980 | Ten O’Clock Postman Oh Susie                  | DE4 (26 Wo.)DE | AT8 (10 Wo.)AT | — | SE18 (1 Wo.)SE | Autoren: Björn Håkanson, Tim Norell |
| 1981 | Ye-si-ca Ye Si Ca                             | DE8 (28 Wo.)DE | AT11 (4 Wo.)AT | CH6 (7 Wo.)CH | SE16 (4 Wo.)SE | Autoren: Björn Håkanson, Tim Norell |
| 1981 | L. A. Goodbye Ye Si Ca                        | DE16 (21 Wo.)DE | — | — | — | Autoren: Ola Håkansson, Tim Norell  |
| 1982 | Flash in the Night Cutting Corners            | DE23 (18 Wo.)DE | — | CH9 (5 Wo.)CH | SE12 (7 Wo.)SE | Autoren: Björn Håkanson, Tim Norell |
| 1982 | Cry Softly (Time Is Mourning) Cutting Corners | DE27 (7 Wo.)DE | — | CH8 (7 Wo.)CH | SE12 (4 Wo.)SE | Autoren: Björn Håkanson, Tim Norell |
| 1982 | Dancing in Madness Greatest Hits              | — | — | — | SE11 (3 Wo.)SE | Autoren: Björn Håkanson, Tim Norell |
| 1986 | When the Night Closes In                      | DE51 (6 Wo.)DE | — | — | — | Autoren: Oson, Tim Norell           |

Weitere Singles
- 1979: Darling, You’re My Girl
- 1982: If I Try
- 1983: Do It
- 1983: Jo-Anne, Jo-Anne
- 1984: Jupiter Sign
- 1984: How I Want You
- 1985: Let Us Dance Just a Little Bit More
- 1986: Night City
- 1987: Say, Say
- 1987: I’m so I’m so I’m so (I’m so in Love with You)
- 1988: Don’t You Know Don’t You Know
- 1990: Megamix
- 2006: Different
- 2010: Satellites
- 2019: Go On
- 2020: Secret Mission
- 2021: Lit de Parade
- 2022: Jane